# SNCF Z 8100/8400
Het Z 8100 materieel of MI 79, is de eerste trein gebouwd voor de netwerken van de SNCF en de RATP in Ile-de-France voor de RER B. Er bestaat een opvolger van, het Z 8400 of MI 84 materieel, die is gebouwd voor de RER A. De treintypes zijn er op gebouwd dat zij samen met elkaar kunnen rijden, er kan tot drie eenheden worden gekoppeld.

## Beschrijving
De MI 79 treinstellen moesten de volgende verschillen overbruggen:
- hoge perrons op het zuidelijke deel (van de RATP) en lage perrons op het noordelijke deel (van de SNCF);
- Stroomspanning van 1,5kV gelijkstroom op het deel van de RATP en 25 kV wisselstroom op het deel van de SNCF.

Alle treinen (die zijn verdeeld tussen de twee bedrijven) hebben de mogelijkheid om gekoppeld te rijden.
Een trein is als volgt samengesteld:
- aandrijvende wagon, samenstelling ZBD genummerd in de 8100;
- wagon met samenstelling ZRAB genummerd in de 28 100;
- wagon met samenstelling ZRB genummerd in de 28 100;
- aandrijvende wagon, samenstelling ZBD genummerd in de 8100.

Er kan onderscheid gemaakt worden tussen verschillende versies Z 8100-treinen:
- een reeks van 1979, genaamd MI 79, eigendom van de RATP en de SNCF (respectievelijk 31 en 51 treinen);
- een andere reeks van 1979, genaamd MI 79 B, eigendom van de RATP (38 treinen);

Er is een versie van de MI 84-treinen:
- een reeks van 1984, genaamd MI 84, eigendom van de RATP (73 treinen).

De riemen MI 84 zijn genummerd volgens de MI 79: 8341/42 tot 8485/86.
De MI84-treinen en de MI 79-treinen verschillen op de volgende punten:
- De MI 79 treinen hebben een uitklapbare loopplank, de MI 84 treinen niet
- De bestemmingsschermen zijn kleiner bij de MI 84.
- Er zit ook een verschil in elektronica: de chopperinstallatie van de MI 79 wordt gekoeld door lucht, die van de MI 84 door koelvloeistof. Ook is de controle-elektronica in het MI 79-materieel analoog, en die in het MI 84 digitaal. Ten slotte verschillen ze in hun interieur: de MI 79-treinen hebben bagagerekken, terwijl de MI 84 een interieur hebben dat te vergelijken valt met dat in de oorspronkelijke MS 61 en dat in de MF 67 metrostellen.

## Revisie

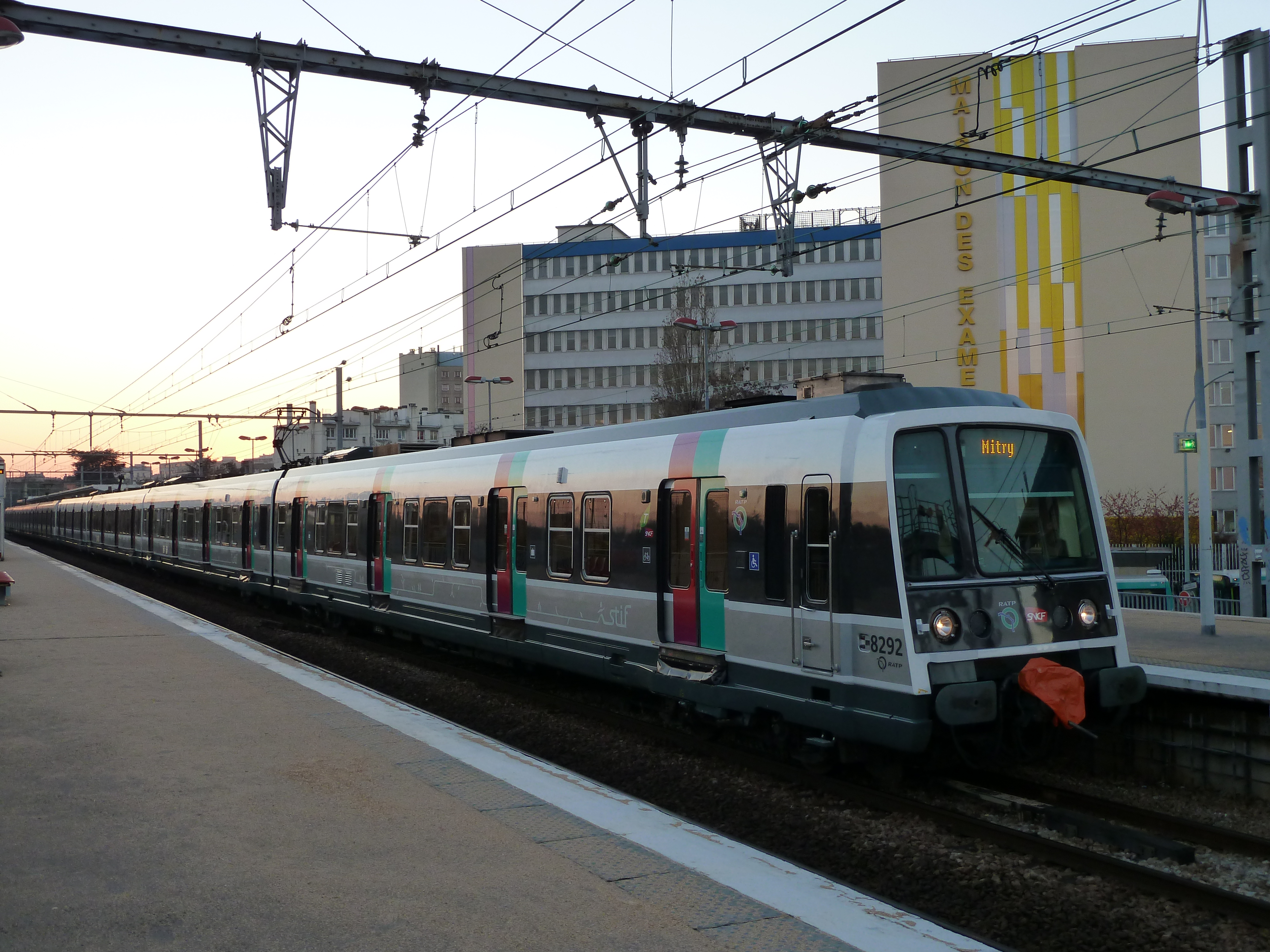
Een gerenoveerd treinstel in Station Laplace

De STIF heeft bepaald dat er tussen 2008 en 2014 119 MI 79 treinen die in dienst zijn op de RER B gereviseerd moeten worden. Dit voor een prijs van € 274,75 miljoen. Hierbij worden de binnen en buitenkant, de techniek en de koeling aangepast. Ook zullen er beveiligingscamera's ingebouwd worden. Er worden maximaal zes treinen tegelijk gereviseerd. Om te voorkomen dat er een materieeltekort ontstaat zijn er zes MI 84 treinen overgeheveld van de RER A. In totaal zullen er tien MI 84 treinen gereviseerd worden, de rest van de MI 84-serie wordt gesloopt en vervangen door de MI 09.